# Меліто-ді-Порто-Сальво
Меліто-ді-Порто-Сальво (італ. Melito di Porto Salvo, сиц. Mèlitu) — муніципалітет в Італії, у регіоні Калабрія,  метрополійне місто Реджо-Калабрія‎.
Меліто-ді-Порто-Сальво розташоване на відстані близько 530 км на південний схід від Рима, 135 км на південний захід від Катандзаро, 25 км на південний схід від Реджо-Калабрії.
Населення — 11 436 осіб (2014).
Щорічний фестиваль відбувається 8 грудня. Покровитель — Madonna di Porto Salvo.

## Демографія
Населення за роками:

Станом на 1 січня 2023 року в муніципалітеті офіційно проживало 769 іноземців з 41 країни, серед них 187 громадян країн Євросоюзу та 42 громадяни України.

## Сусідні муніципалітети
- Монтебелло-Йоніко
- Рогуді
- Сан-Лоренцо